# Chavares Flanigan
Chavares Alexander Flanigan (* 10. April 1996) ist ein US-amerikanischer Basketballspieler.

## Werdegang
Flanigan war als Schüler Mitglied der Basketballmannschaft der Glenbard North High School im Großraum Chicago. Von 2014 bis 2019 studierte und spielte er an der University of Wisconsin Parkside in der zweiten NCAA-Division. In der Saison 2018/19 führte der den Spitznamen „Chip“ tragende Flanigan die Hochschulmannschaft in den statistischer Wertung Punkte pro Spiel (13,7) an. Mit 5,6 Korbvorlagen und zwei Ballgewinnen je Begegnung verbuchte er weitere Mannschaftsbestwerte und wurde durch die Great Lakes Intercollegiate Athletic Conference als einer der zehn besten Spieler der Saison insgesamt sowie als einer der zehn besten Verteidiger ausgezeichnet. Von der University of Wisconsin Parkside wurde er 2019 als Sportler des Jahres benannt.
Flanigan schlug 2019 eine Laufbahn als Berufsbasketballspieler ein, im August 2019 unterschrieb er einen Vertrag bei den Surrey Scorchers aus der britischen Liga BBL. Ende November 2019 kam es zur Trennung, nachdem die Mannschaft bis dahin mit drei Siegen und sieben Niederlagen hinter ihren Erwartungen zurückgeblieben war und durch Veränderungen im Spieleraufgebot verstärkt werden sollte. Flanigan hatte bis dahin in neun Spielen des Wettbewerbs BBL-Cup im Durchschnitt 5,1 Punkte sowie 4,3 Korbvorlagen, 3,6 Rebounds und 1,8 Ballgewinne verbucht.
Der Flügelspieler setzte seine Laufbahn beim norwegischen Erstligisten Gimle BBK in der Stadt Bergen fort. In zwölf Einsätzen des Spieljahres 2019/20 erzielte er Mittelwerte von 16,8 Punkten, 5,4 Rebounds, 3,5 Vorlagen und 2,5 Ballgewinnen je Begegnung. Er stand mit Gimle auf dem ersten Tabellenplatz der norwegischen Liga BLNO, als die Saison 2020/21 durch eine gemeinsame Entscheidung der Vereine und des Verbandsgeneralsekretärs Anfang Februar 2021 wegen der COVID-19-Pandemie vorzeitig beendet wurde. Er wurde vom Fachmedium eurobasket.com als bester Verteidiger der norwegischen Liga 2020/21 ausgezeichnet, Flanigan erzielte für Gimle in der Saison durchschnittlich 14,3 Punkte, 5,5 Rebounds, 4,6 Vorlagen und 2,9 Ballgewinne je Begegnung.
Ende Juli 2021 nahm der deutsche Zweitligist Uni Baskets Paderborn den US-Amerikaner unter Vertrag. Er brachte es bei den Ostwestfalen in der Saison 2021/22 auf Mittelwerte von 11,5 Punkte, 5,2 Korbvorlagen, 4,4 Rebounds und 2,2 Ballgewinne je Begegnung. Im Juli 2022 wurde er von Paderborns Ligakonkurrent SC Rasta Vechta unter Vertrag genommen. Mit den Niedersachsen wurde er 2023 Zweitligameister und erhielt danach einen Anschlussvertrag für die Basketball-Bundesliga. Er wurde Mannschaftskapitän Vechtas.
Im Sommer 2024 wechselte er innerhalb der Bundesliga und innerhalb Niedersachsens von Vechta nach Braunschweig.